# دتیگهوفن (بادن-وورتمبرگ)
دتیگهوفن (به آلمانی: Dettighofen) یک شهر در آلمان است که در والدسهوت واقع شده‌است. دتیگهوفن ۱٬۱۲۳ نفر جمعیت دارد.